# アポロンとマルシュアス (リベーラ、カポディモンテ美術館)
『アポロンとマルシュアス』（伊: Apollo e Marsia、英: Apollo and Marsyas）は、17世紀スペイン・バロック期の巨匠ホセ・デ・リベーラが1637年にキャンバス上に油彩で描いた絵画である。画面下部右側に画家の署名と制作年が記されている。作品は現在、ナポリのカポディモンテ美術館に所蔵されている。さらに、同じく1637年に制作された別ヴァージョンの『アポロンとマルシュアス』がブリュッセルのベルギー王立美術館に所蔵されている。
本作は画家の完全に円熟した様式を示しており、むき出しの生々しいカラヴァッジョ的なリアリズムを、劇的で粗暴な人物が登場する17世紀ナポリの劇的なテネブリスム様式と組み合わせている。 不健康な歯を見せて、マルシュアスは鑑賞者の方を向いており、鑑賞者は彼が慈悲を嘆願する姿を目撃することとなる。一方、アポロンは微かな笑み以外に表情を見せることもなく、深い傷口を開けている。マルシュアスの仲間である3人のサテュロスの上に見える木からは、リラ (楽器) とパンパイプが掛けられている。色彩は見事に用いられ、アポロンの衣服、空、マルシュアスの身体でその絶頂を見せている。

## 主題
本作はオウィディウスの『変身物語』にある逸話を表しており、それはサテュロスのマルシュアスとの演奏競技で勝った後、音楽の神アポロンがマルシュアスの身体の皮を剥ぐというものである。
アテーナーはパンパイプを発明したが、それを吹いている時に頬を膨らませ、顔を赤らめたため嘲笑された。彼女がパンパイプを捨てると、マルシュアスがそれを見つけ、パンパイプを吹くのが非常にうまくなって、アポロン以上の演奏家になったと考える。彼はアポロンの挑戦を受けることとなるが、競技は最初勝ち負けがつかない。そこで、狡猾なアポロンは、お互いの楽器を逆さ向きに演奏することを提案する。その結果、アポロンのリラでは音が鳴ったが、マルシュアスのパンパイプでは音は鳴らなかった。この敗北により、マルシュアスの身体の皮は剥がされ、彼の涙は彼の名にちなむ川を生み出した。

## 歴史

### 起源
本作は最初、1650-1700年に作られたアヴァロス (Avalos) ・コレクションの目録に記載されている。その時に、作品はおそらく本来の依頼者であったジョヴァンニ・ダヴァロス (Giovanni d'Avalos) から彼の息子アンドレア・ディ・モンテサルキオ (Andrea di Montesarchio) に相続された。本作は、リベーラの同主題による何点かの作品のうちの1点である。ジューリオ・チェーザレ・カパッチョは、1630年ないし1634年の自身の著作『Il Forastiero』において、ナポリの城門近くにあったガスパール・ローメルの私邸ヴィッラ・ビジニャーノ ( Villa Bisignano) でリベーラの同主題作を見たと記しているが、その作品はリベーラの同主題作中、おそらく最初に制作されたものであった。
現在カポディモンテ美術館にある本作が、ローメルのコレクションにあった作品かどうかは定かではない。というのは、本作もベルギー王立美術館にある作品もカパッチョの著作以降の制作となっているからである。最も妥当な仮説は、ローメルが現存しない別の、あるいはリベーラに帰属されていない別のヴァージョンを所有していたということであり、その別のヴァージョンはおそらくカポディモンテ美術館にある『酔えるシレノス』と同時代の作品であった。 

## 関連作品
1637年の別のリベーラの作品『ヴィーナスとアドニス』 (コルシーニ絵画館、ローマ) も『変身物語』を主題としているが、カポディモンテ美術館とベルギー王立美術館の『アポロンとマルシュアス』と密接に関連しており、3作品が同じ委嘱によるものであったことを示唆する。ローメルの私邸にあった1630年ごろのリベーラの作品はおそらくカポディモンテ美術館とベルギー王立美術館の作品の原型となったものである。リベーラの弟子アントニオ・デ・ベリスによる同主題作が米国フロリダ州のサラソータ美術館に所蔵されている。ベルギー王立美術館のヴァージョンはカポディモンテ美術館の本作より少し大きく、アポロンは横顔でピンク色の衣服を纏っている (本作のアポロンは正面向きで、紫色の衣服を纏っている) が、そのほかの点では非常に類似している。 
リベーラが同主題の作品を同時に数点制作したかのどうか、そのうちの何点か、またはすべてが同じ依頼者、あるいは関連する依頼者のために制作されたのかどうかはわからない。しかし、ローメルのコレクション中に言及された、おそらく現存しない作品が非常な成功を収めたため、ほかの芸術愛好家が同主題の作品を欲したと仮定することは可能である。また、彼らがナポリに居住していた (おそらくカポディモンテ美術館の本作の所有者) か、外国に住んでいた (おそらくベルギー王立美術館の作品の所有者) にしても、 ローメルのコレクションを見ることができたと仮定することも可能である。外国人の依頼者として可能性があるのは、ローメルの友人で、彼のようにナポリで活動していた画商兼コレクターであったフェルディナント・ファン・デン・エインデである。彼はルカ・ジョルダーノの手になる『アポロンとマルシュアス』の複製を依頼したことが知られており、その作品は1688年のファン・デン・エインデの死に際し、彼のコレクションにあった。

## ギャラリー

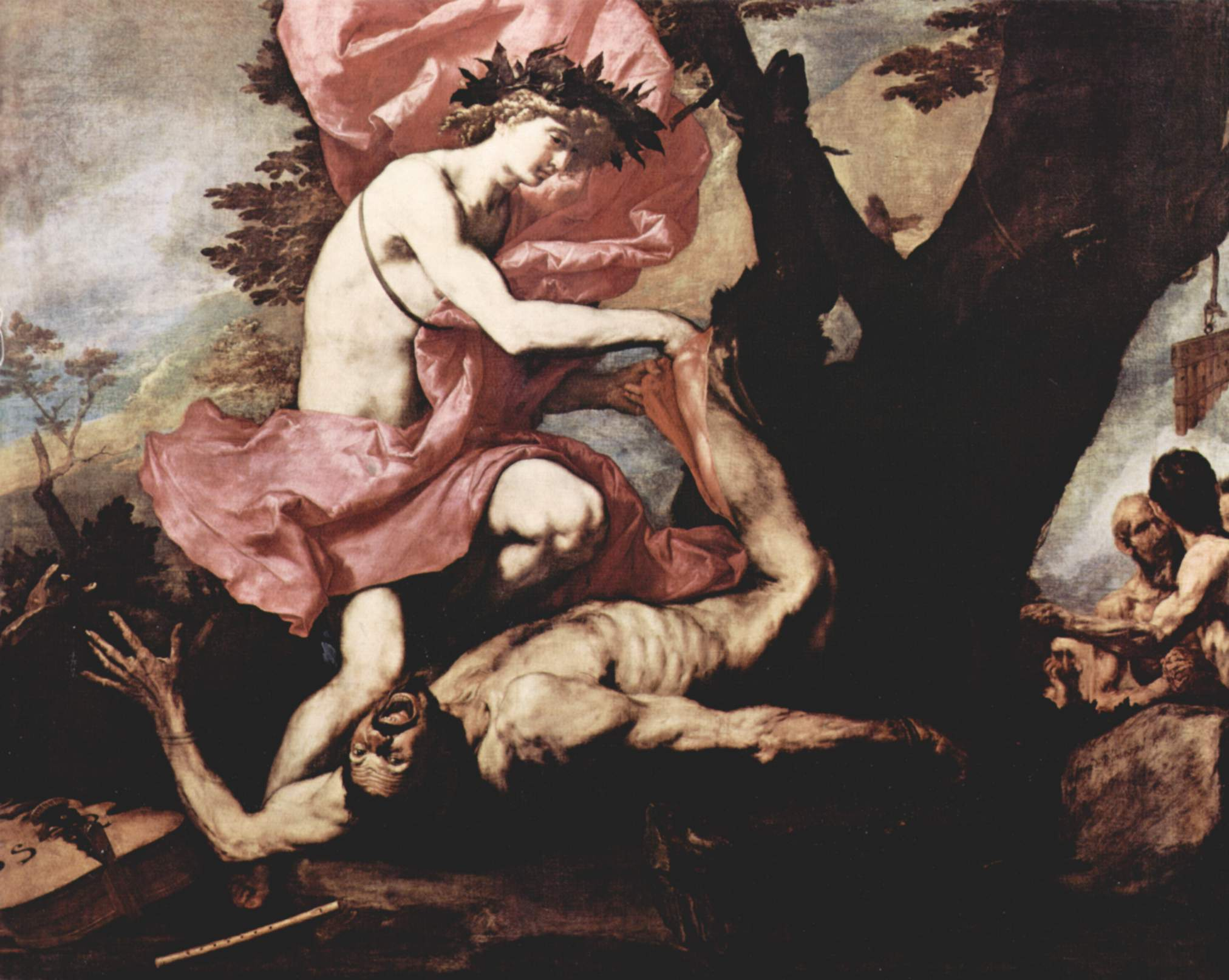
『アポロンとマルシュアス』 (1637年)、ベルギー王立美術館
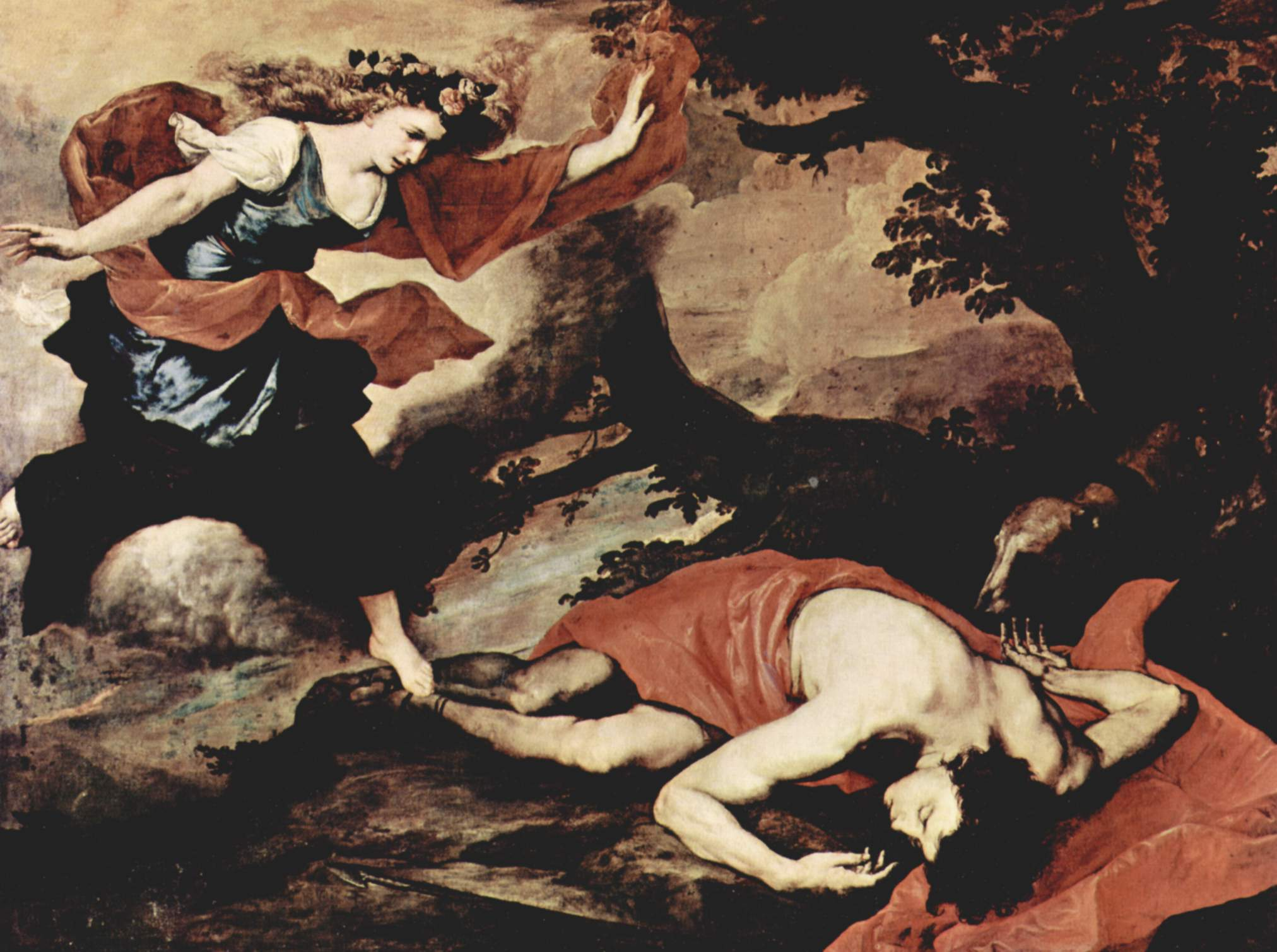
『ヴィーナスとアドニス』 (1637年)、コルシーニ絵画館（英語版）、ローマ
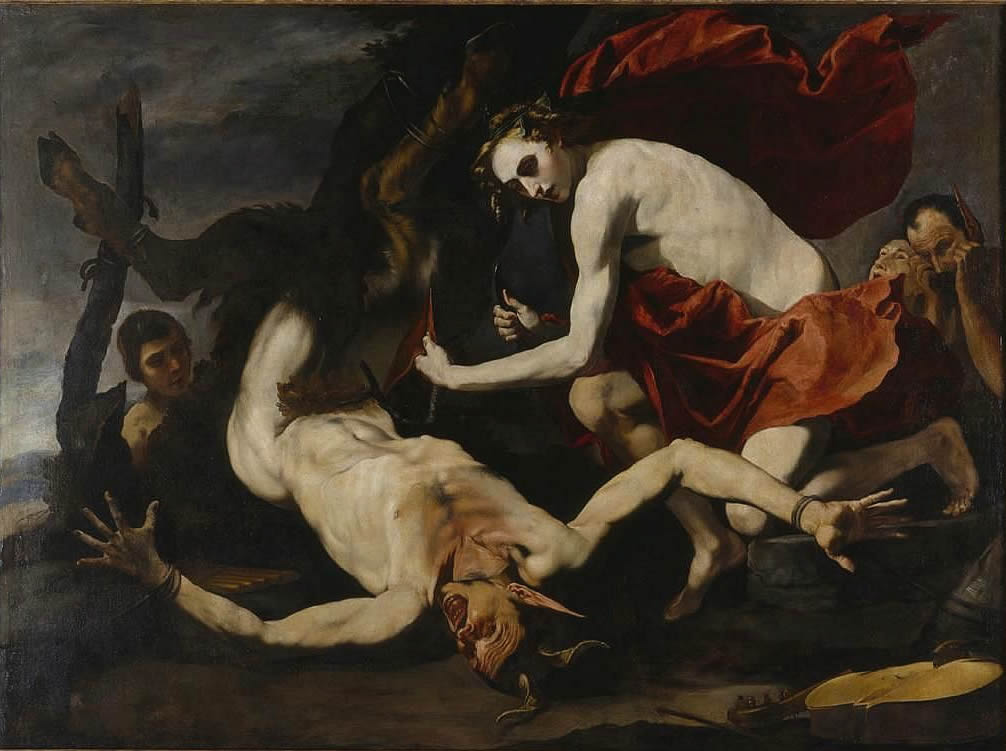
アントニオ・デ・ベリス（英語版）に帰属『アポロンとマルシュアス』、サラソタ美術館

### ジョルダーノへの影響

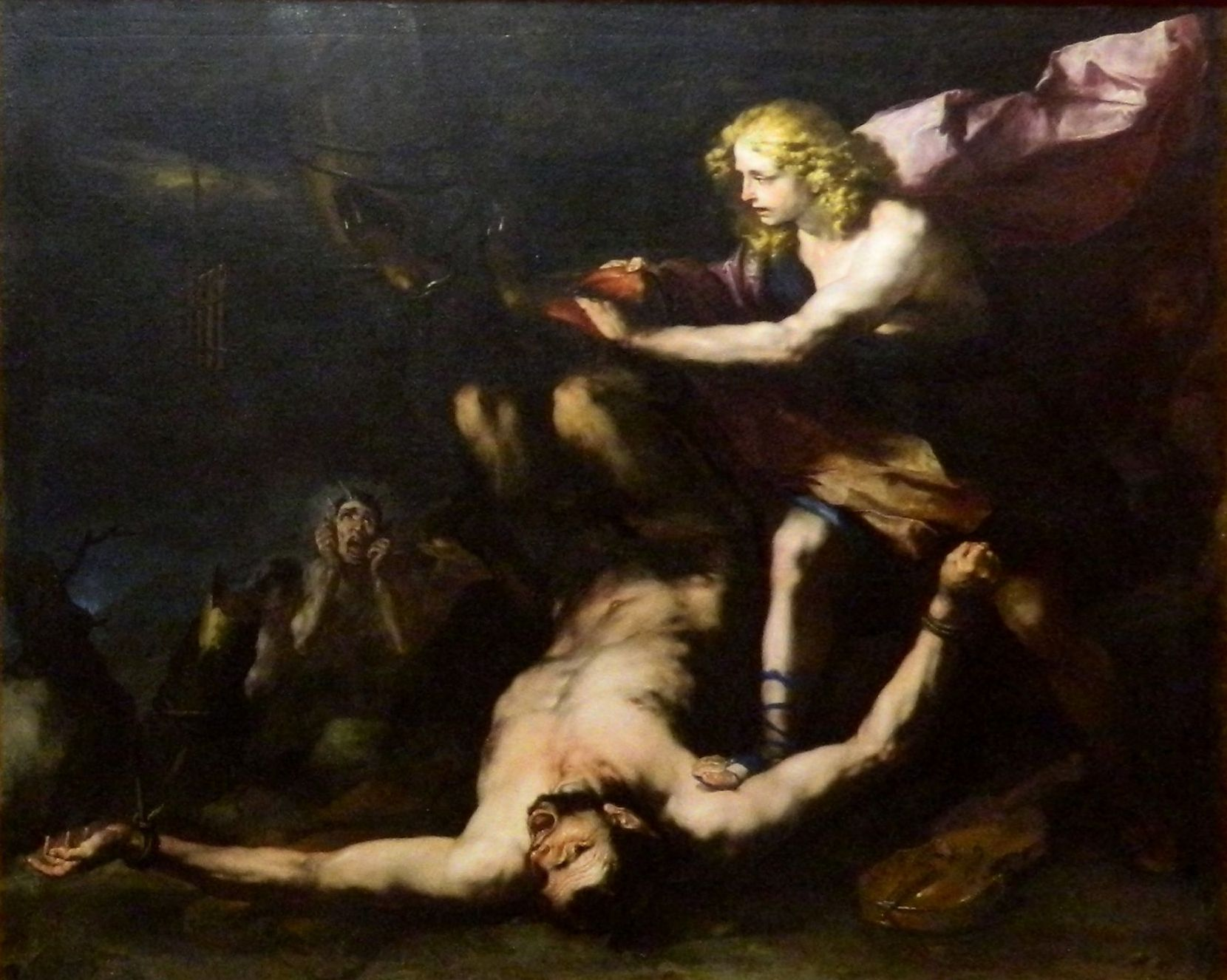
ルカ・ジョルダーノ『アポロンとマルシュアス』 (1659–1660年)、 カポディモンテ美術館、ナポリ

ベルギー王立美術館とカポディモンテ美術館の作品は、リベーラの弟子ルカ・ジョルダーノの『アポロンとマルシュアス』に大きな影響を与えることとなったが、ジョルダーノの作品はより暗い色調で、彼がヴェネツィア滞在時に学んだ、より素早くニュアンスに富んだ筆致で描かれている。リベーラの作品もジョルダーノの作品も、対角線構図を持ち、背景にサテュロスがおり、マルシュアスは叫んでいる。また、対角線の上に2つの楽器があり、マルシュアスは皮を剥がれるところで、紫色の衣服を身に着けたアポロンは前景にいて、マルシュアスの脚は木に縛られている。

### 後代の歴史
本作はナポリのアヴァロスのコレクションにあったが、1862年にアヴァロスは作品を新たに誕生したイタリア国家に寄贈した。当時、800ドゥカートと見積もられ、それはアヴァロスのコレクションにあった作品中で最も高額なものとして見積もられた (しかし、『パヴィアの戦闘』のタピスリーはそれぞれ5, 500ドゥカートと見積もられた)。なお、1957年から1990年代初頭までジョルダーノの同主題作はサン・マルティーノ美術館にあったが、その後はカポディモンテ美術館に移されている。